# Wabasso
Wabasso là một chi nhện trong họ Linyphiidae.